# Castellot de Viver
El Castellot o Castell de Viver és al terme del municipi de Viver i Serrateix (al Berguedà) i és format per una petita torre de planta rectangular de l'època carolíngia, al cim d'una gran roca. Al seu costat hi havia un recinte més ampli, també anterior a l'any 1000. S'hi han trobat diverses tombes excavades a la roca i nombrosos forats que hom pot relacionar amb construccions de fusta. És una obra declarada bé cultural d'interès nacional.

## Descripció
Actualment és un conjunt de restes de murs i fortificacions dalt d'un penyal, en un indret amb vestigis altmedievals de molt interès arqueològic.

### El Castellot
Està situat a l'extrem meridional del serrat. Es tracta d'una gran roca arrodonida d'uns 8,5 m. d'altura i base força estreta, que constitueix una talaia i defensa natural que fou utilitzada com a torre de defensa. A la plataforma que hi ha al cim es conserven les restes d'una construcció de planta rectangular, segurament una torre. També s'han conservat, especialment a la zona perimetral d'aquesta plataforma, molts forats i encaixos relacionats amb antigues construccions de fusta. Les parets d'aquesta gran roca també presenten nombrosos forats per a estructures de fusta. Alguns d'ells, en forma de capella, han fet pensar en un possible santuari paleocristià. Al peu del castellot hi ha les restes de tombes antropomòrfiques i restes d'una església rupestre tot datable al segle x.

### El Castell
Estaria probablement situat al nord del castellot, on hi ha un altre conjunt de roques que sobresurten de la carena del serrat, sobre una roca allargada de 36,5 m. de longitud. Ben poca cosa queda de la fortificació medieval de Viver car els materials foren aprofitats per a bastir la masia veïna de Vilanova. Se'n conserven restes del mur del que fou una torre de defensa amb nombrosos forats excavats a la roca, i unes poques filades de carreus de petites dimensions col·locats en filades. A l'entorn d'aquesta torre hi havia una muralla que tancava el recinte casteller i que alhora comunicava amb el castellot.

## Història
Hom ha suposat que el Castellot de Viver era un Santuari paleocristià que situat en un indret de defensa natural fou ocupat i aprofitat en la primera època de la dominació Franca a la Marca Hispànica per a construir-hi una de les fortificacions al llarg del Llobregat, cap al 798. Les tombes antropomòrfiques excavades a la roca i les restes d'una edificació religiosa també del segle x, donen testimoni de la pervivència de la cultura preromànica en aquesta talaia natural.
El castell de Viver ("Castro Vivario") és documentat des de l'any 910 i l'any 988 es relaciona amb una revolta contra el comte Oliba Cabreta. Situat al peu del camí que portava a Cardona ("strata Cardonensis o Francisca"), l'any 1186 es consagrà la nova església castellera al peu de la fortificació, església que també era parroquial del lloc. Al segle xiv al castell de Viver hi havia 30 focs i era possessió dels Rajadell, que al segle xvii es varen vendre la baronia del castell de Viver a Joan de Martín, senyor de Balsareny. A finals del segle xvii passà a la Reial Audiència que el va vendre de nou en subhasta pública i fou adquirit pels Gras de Barbens. L'agost de l'any 1961 fou excavat per Alberto del Castillo.

## Galeria d'imatges

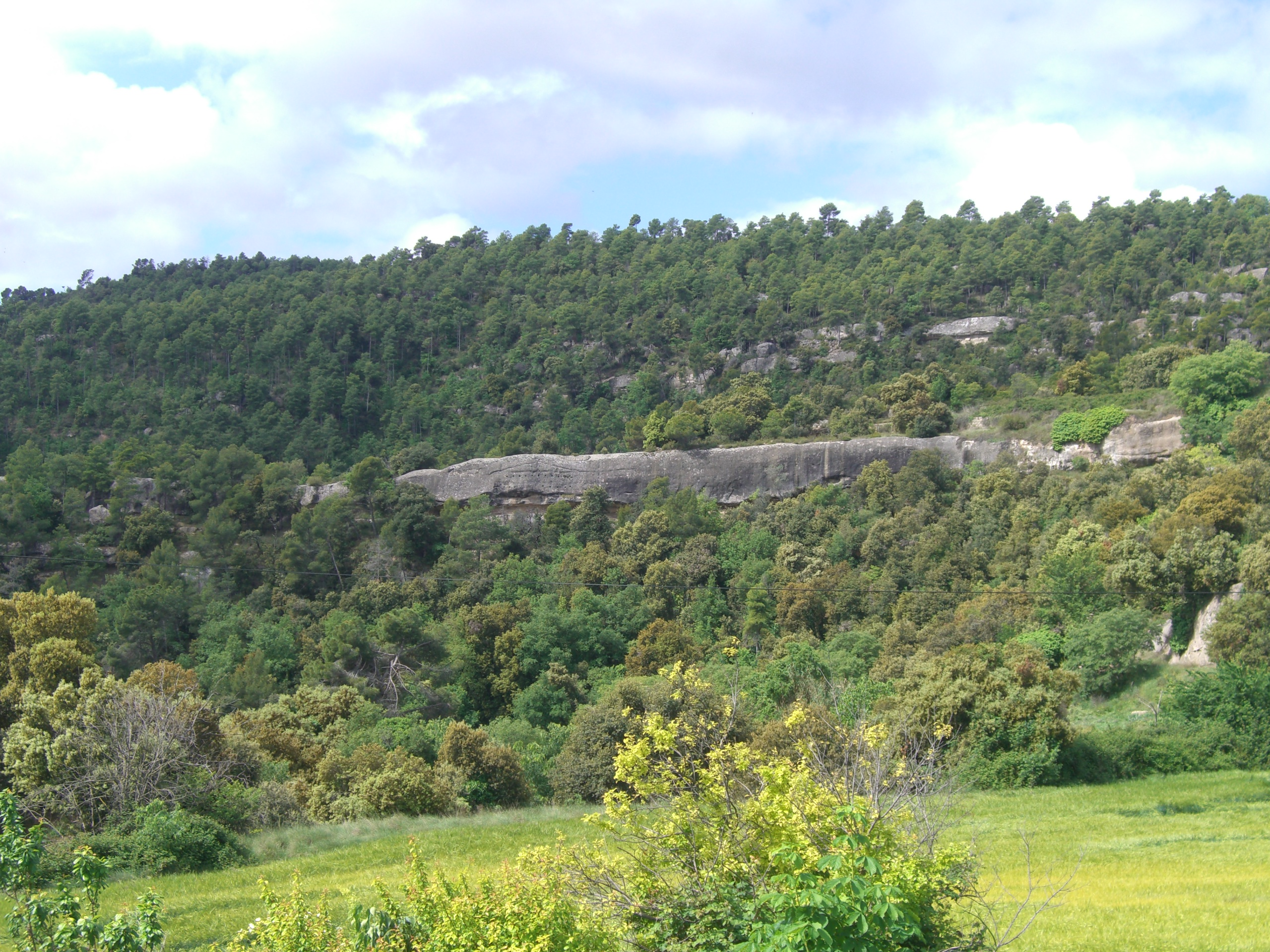
Castellot de Viver (Viver i Serrateix, Berguedà, Catalunya)
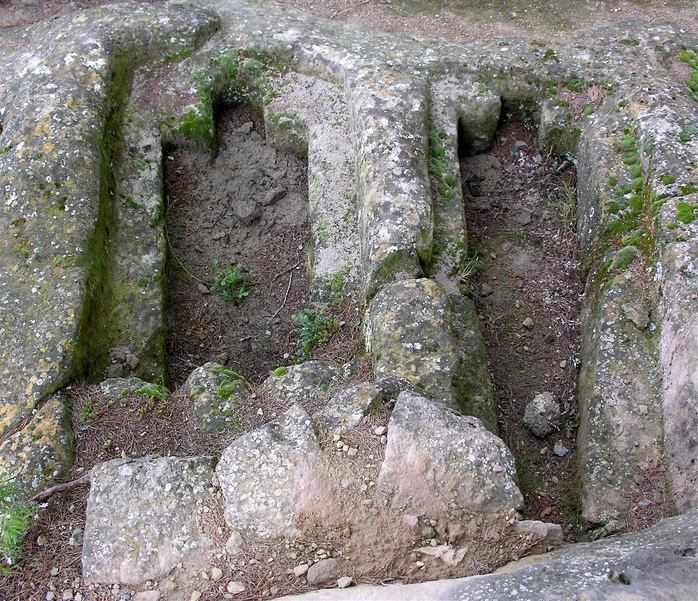
Tombes antropomorfes al Castellot de Viver